# Otus pembaensis
El autillo de Pemba (Otus pembaensis) es una especie de ave estrigiforme de la familia de los búhos (Strigidae).

## Distribución
Es endémico de las selvas de la isla de Pemba (Tanzania).

## Estado de conservación
Se encuentra amenazada por la pérdida de su hábitat natural.